# 農業書協会
農業書協会（のうぎょうしょきょうかい）は，農業関連の出版物を出している出版社などが加盟する業界団体。1950年（昭和25年）11月に発足した農業書販売懇話会を前身とし、1960年（昭和35年）に会員社13社で設立された。「日本農業書総目録」の刊行を行っている。協会の事務所はトーハンにおかれている。

## 農業書協会 加盟出版社（五十音順）
- 葵企画・東京文庫
- 地球社
- 朝倉書店
- 農山漁村文化協会
- 家の光協会
- 農林統計協会
- 誠文堂新光社
- 博友社
- 全国農業改良普及協会
- 明文書房
- 泰文館
- 養賢堂